# 高知県道52号興津窪川線
高知県道52号興津窪川線（こうちけんどう52ごう おきつくぼかわせん）は、高知県高岡郡四万十町を通る県道（主要地方道）である。

## 概要
高岡郡四万十町興津から高岡郡四万十町仁井田に至る。
高岡郡四万十町興津へ向かう唯一の道である。特に高岡郡四万十町興津 - 本堂間は別ルートが存在しない。難所である興津坂は、一部が、興津坂トンネルとして、バイパス開通したが、峠区間をパスしただけであって、実質的なバイパスではない。しかし時間に換算すると、十分程度の短縮がされている。ほかにも狭い区間がところどころあり、全線が2車線道路になるには、しばらく時間がかかる見込みである。

### 路線データ
- 起点：高岡郡四万十町興津
- 終点：高岡郡四万十町仁井田（国道56号交点）

## 歴史
- 1993年（平成5年）5月11日 - 建設省から、県道興津仁井田停車場線が興津窪川線として主要地方道に指定される[1]。

## 路線状況

### 道路施設

#### トンネル
- 興津坂トンネル：延長394 m、2002年（平成14年）竣工、高岡郡四万十町

## 地理

### 通過する自治体
- 高岡郡四万十町

### 交差する道路
| 交差する道路                | 交差する場所 | 交差する場所 |
| --------------------------- | ------------ | ------------ |
| 高知県道325号上ノ加江窪川線 | 本堂         |              |
| 国道56号                    | 仁井田       | 終点         |

### 沿線
- 四万十町立興津小学校